# Camponotus alacer
Camponotus alacer é uma espécie de inseto do gênero Camponotus, pertencente à família Formicidae.